# Грендайзер
UFO Robo Grendizer!! (яп. UFOロボ・グレンダイザー!! UFO робо гурэндайдза:) — приключенческий анимационный сериал режиссёра Кацуматы Томохару, созданный по манге Го Нагая, транслировавшийся по японскому телевидению с 1975 по 1977 год. Пилотный эпизод Gattaiger выпущен в 1974 году. Всего было показано 74 серии по 26 минут. Основная тема — роботы. Является частью серии Mazinger. 18 сентября 2015 года, в честь 40-летия Грендайзера, в журнале Champion Red Го Нагаи опубликовал новую мангу в двух томах — Grendizer Giga, которая не связана с оригинальным произведением и является самостоятельной историей. Отчасти эта манга выступает кроссовером с другой популярной франшизой автора — Cutey Honey. В 2024 году на TV Tokyo вышел аниме-сериал Grendizer U.

## Сюжет
Мир Вега был истощён в результате использования мощного радиоактивного вещества Вегатрон. В поисках планеты для переселения безжалостный король Веги отправляет свою армию, состоящую из летающих тарелок и гигантских монстров, для захвата соседей — высокоразвитой, но мирной планеты Флид. Некогда цветущая Флид превращается в радиоактивную пустыню. Единственному выжившему представителю королевской семьи, принцу Дюку Флиду, удаётся украсть боевого робота Грендайзер, созданного империей Веги на основе научных достижений планеты Флид.
Убегая от преследователей, Дюк Флид попадает в Солнечную систему и совершает аварийную посадку в Японии на склоне горы Яцу в Хоккайдо, где его, умирающего, находит доктор Гэндзо Умон, известный учёный, директор института изучения космоса. Умон выдаёт юного пришельца за своего сына Дайсукэ и помогает ему спрятать Грендайзер под землёй. Под новым именем Дюк Флид устраивается работать на соседнее ранчо «Белая берёза», принадлежащее бывшему ковбою Данбэю Макибе. Дочь Дамбэя, Хикару, неравнодушна к Дайсукэ, но не догадывается о его происхождении.
Через 2 года в Японию после учёбы в США (а также управления боевым роботом Mazinger Z в борьбе против земной угрозы доктора Хелла и боевых монстров Микен) возвращается Кодзи Кабуто, спроектировавший и построивший собственную летающую тарелку. Он направляется в институт, привлечённый слухами о появлении в этих местах НЛО. Кодзи планирует установить контакт с внеземной цивилизацией и, если возможно, заключить мир. Дайсукэ, однако, догадывается, что это флотилия Веги под руководством коммандера Блэки и генерала Гендела, готовящаяся поработить Землю. Кодзи игнорирует предупреждения Дайсукэ и летит встречать прилетевшие мини-форы (Mini UFO, звено из шести мини-тарелок), которые незамедлительно его атакуют. Для спасения друга и всего человечества Дайсукэ приходится вспомнить своё прошлое и использовать Грендайзер, спрятанный под лабораторией.
Для нападения на Землю пришельцы основали военную базу под названием Skull Moon (дословно — «Лунный череп») на тёмной стороне Луны. Вскоре Кодзи открыл истинную личность Дюка Флида и их небольшое соперничество перешло в дружбу. Хикару также узнала секрет Дайсукэ и стала пилотом вопреки его возражениям. После гибели Блэки в бою с Грендайзером король Веги назначил министра науки Зурила в помощь Генделу.
Впоследствии оказалось, что на Земле живут ещё двое выживших с планеты Флид: младшая сестра Дюка — Мария и человек, спасший её. Попав под перекрёстный огонь между Грендайзером и монстром с Веги, он успел поведать Марии перед смертью, что она последний выживший член королевской династии Флид. Мария поклялась отомстить Грендайзеру и его пилоту. Она попыталась устроить засаду на Дюка, Кодзи и Хикару в воротах института. Но во время нападения Мария замечает у Дюка королевский медальон и понимает свою ошибку. Разлучённые брат и сестра оказываются снова вместе, и Мария становится последним членом команды.

## Персонажи
- Дюк Флид / Дайсукэ Умон — главный протагонист сериала, управляющий Грендайзером, принц, бежавший на Землю с разрушенной войсками Веги планеты Флид. Во время этого нападения получил серьёзное радиоактивное ранение правой руки и с тех пор чувствителен к вегатрону. Единственный персонаж аниме, умеющий перевоплощаться. Трепетно относится к сиротам. Носит коричневые штаны и коричневый жилет поверх жёлтой рубашки.

Сэйю: Кэй Томияма, Мию Ирино (Grendizer U).
- Кодзи Кабуто — основной герой франшизы Mazinger, здесь являющийся второстепенным персонажем. Пилотирует свою летающую тарелку, в первых сериях хранившуюся у Дамбэя в сарае, позже — двойной спейсер в космическом институте. Одет в джинсовый костюм синего цвета из под которого видна красная футболка.

Сэйю: Хироя Исимару, Хиро Симоно (Grendizer U).
- Доктор Гэндзо Умон — приёмный отец Дюка Флида, заведующий исследовательским институтом космоса. Руководит боевыми операциями из своего учреждения. Имеет помощников — Акира Хаясэ, Аой и Ямада. Носит синий деловой костюм и тёмно-синий жилет поверх белой рубашки.

Сэйю: Дзёдзи Янами, Такуя Киримото (Grendizer U).
- Дамбэй Макиба — комический персонаж. Старый ковбой, живущий на ранчо «Белая берёза» и занимающийся разведением лошадей. Невысокого роста, внешне похож на младенца, носит усы, похожие на кошачьи. Одет в коричневую рубашку с короткими рукавами, из под которой видна жёлтая майка, и тёмно-коричневые штаны. Также носит красный шейный платок. Увлекается уфологией. Дюк и Кодзи называют Дамбэя дядей. В одной из серий выясняется, что он вдовец. Имеет двоих детей. Примечательно, что персонаж впервые появился в другой франшизе Го Нагая — Cutey Honey, где он и является отцом одного из главных героев — Сэйдзи Хаями (в Cutie Honey 1973 года и Shin Cutie Honey). В Cutey Honey Flash он был директором школы, где учился Хани. Отсылка к тому, что Дамбэй происходит из «Милашки Хани», была сделана Нагаи в Grendizer Giga, где тот исполняет свою привычную грендайзеровскую роль, но при этом является киборгом, как в Shin Cutie Honey.

Сэйю: Косэй Томита.
- Хикару Макиба — старшая дочь Дамбэя. Неравнодушна к Дюку. Носит белую шляпу, белую рубашку, розовую юбку и красные сапоги. Впоследствии стала участвовать в боевых операциях. Пилотирует морской спейсер. Изображение персонажа незначительно меняется с 37 серии. В манге Grendizer Giga Хикару является главной героиней из другой популярной франшизы Го Нагая — Cutey Honey и её настоящее имя — Хани Кисараги. В манге Mazinger Angels, посвящённой женским персонажам и роботам франшизы Mazinger, Хикару управляет Дианой А — вторым роботом Саяки Юми из Mazinger Z.

Сэйю: Тиёко Кавасима, Нао Тояма (Grendizer U).
- Мария Грейс Флид — младшая сестра Дюка Флида, считалась погибшей при катастрофе планеты Флид. Управляет дрель-спейсером. В Grendizer Giga она изначально выдаёт себя за сестру Рюка Флида — Марию Урю. На самом деле она киборг по имени Мария Флора. Именно она стёрла Рюку память о том, что он родом со звезды Флид, но в начале манги вернула её. В манге Mazinger Angels Мария пилотирует робота Минерву Икс.

Сэйю: Рихоко Ёсида, Минами Танака (Grendizer U).
- Горо Макиба — ребёнок, младший сын Дамбэя, учится в школе. Носит белую рубашку с красными полосками, синий жилет, синие брюки и жёлтый шейный платок в зелёный горошек. Помогает отцу на ранчо, несмотря на возраст, умеет ездить на лошади.

Сэйю: Кадзуко Савада.
- Банта Арано — сосед Дамбэя. Носит сомбреро, комический персонаж. Грубый и невежественный. Влюблён в Хикару. Живёт с матерью.

Сэйю: Кэньити Огата.
- Босс — друг и напарник Кодзи Кабуто, персонаж из Mazinger Z и Great Mazinger. Появляется только в 14 и 31 сериях. Управляет своим модифицированным роботом «Босс Борот».

Сэйю: Хироси Отакэ.
- Император Вега — главный антагонист, верховный главнокомандующий сил вторжения. Носит красную мантию, которую застёгивает меховой фибулой с изображением черепа.

Сэйю: Дзёдзи Янами, Нодзому Сасаки (Grendizer U).
- Гендел — второстепенный антагонист, генерал, командующий Объединёнными силами войск Веги. Имеет жену, изначально жившую у него в голове, из-за этого при её появлении (примерно раз или два за серию) его лицо раскалывалось надвое. После 27 серии приобрёл способность изменять мужское лицо на женское, напоминающее маску из театра кабуки.

Сэйю: Косэй Томита, Такэхито Коясу (Grendizer U) (мужской голос), Кадзуко Савада, Акэно Ватанабэ (Grendizer U) (женский голос).
- Коммандер Блэки — гротескного вида инопланетянин серого цвета и с длинными ушами. Тщеславен настолько, что в 7 серии уничтожил космического монстра ради того, чтобы лавры победителя достались ему. Иногда сам лично пилотирует космических монстров. Погиб в бою с Грендайзером в 27 серии.

Сэйю: Кэньити Огата, Ватару Такаги (Grendizer U).
- Министр науки Зурил — умный и расчётливый помощник Гендела, сменивший на посту погибшего Блэки. Появляется в 28 серии, отвечает за технику и шпионские операции. Имеет компьютеризированный глаз.

Сэйю: Бандзё Гинга, Томокадзу Сэки (Grendizer U).

## Список серий
| Список серий | Список серий                                                  | Список серий        |
| № серии      | Название                                                      | Трансляция в Японии |
| ------------ | ------------------------------------------------------------- | ------------------- |
| 1            | Кодзи Кабуто и Дюк Флид (兜甲児とデュークフリード)            | 05.10.1975          |
| 2            | О, моя зелёная Земля! (ああ! わが大地みどりなりき)            | 12.10.1975          |
| 3            | Нападение на ранчо «Белая берёза» (危機迫る白樺牧場)          | 19.10.1975          |
| 4            | Молодая кровь закипает (若き血潮は紅に燃ゆ)                   | 26.10.1975          |
| 5            | Пламя любви на закате (炎の愛を夕陽に染めて)                  | 02.11.1975          |
| 6            | Борьба за воздух (大空を斬る闘魂)                             | 09.11.1975          |
| 7            | Даже если я погибну (たとえ我が命つきるとも)                  | 16.11.1975          |
| 8            | Тепло зелёной Земли (地球の緑はあたたかい)                    | 23.11.1975          |
| 9            | В неправедном гневе (許されざる怒りを越えて)                  | 30.11.1975          |
| 10           | Жажда звёзд (あこがれは星の彼方に)                            | 07.12.1975          |
| 11           | Дьявол в чёрном солнце (黒い太陽の中の悪魔!!)                 | 14.12.1975          |
| 12           | Девочка на радужном мосту (虹の橋を渡る少女)                  | 21.12.1975          |
| 13           | Цель — Грендайзер (狙われたグレンダイザー)                    | 28.12.1975          |
| 14           | Босс Борот к нам пришёл! (ボスボロットがやって来た!!)         | 04.01.1976          |
| 15           | Письмо к матери издалека (遥かなる母への手紙)                 | 11.01.1976          |
| 16           | Колокол любви, что отзывается в сердце (こころにひびく愛の鐘) | 18.01.1976          |
| 17           | Спасти маленькую жизнь! (小さな生命(いのち)を救え!)           | 25.01.1976          |
| 18           | Запуск! Секретный маршрут №7 (発進! 秘密ルート7)              | 01.02.1976          |
| 19           | Ужасающий астероид! (恐怖のエアロライト!)                     | 08.02.1976          |
| 20           | Стратегия гравитации (決死の雪山脱出作戦)                     | 15.02.1976          |
| 21           | Решающее сражение! Полярное сияние (決戦! オーロラの輝き)     | 22.02.1976          |
| 22           | Цветок мужества (花一輪の勇気)                                | 29.02.1976          |

## Производство и выпуск
Первоначально аниме «Инопланетный робот Грендайзер» планировалось с совсем другой идеей — название пилотной серии было «Великая битва летающих тарелок». После выхода короткометражного фильма 1975 года спонсоры обратились к Го Нагаи с предложением продолжить «Мазингер».
Кардинальные отличия заключались как в действующих лицах, Грендайзере, который именовался Гаттайгер Гаттай (яп. 合体, соединение, комбинация), так и в планировавшейся сюжетной линии.
Сюжет заключался в том, что основным врагом выступала принцесса Терронна с планеты Ябан под руководством своего отца (прототип императора Веги, но бородатый). Гаттайгер также вылетал из спейсера, но в сложенном режиме являлся его незаметной частью, а внешне был похож скорее на Combattler V, нежели отличался самобытностью.
Серия была изменена почти сразу — был введён Кодзи Кабуто; чтобы главный робот соответствовал основной идее Го Нагаи — суперроботам, его изменили в привычного Грендайзера. Имя Дюк Флид происходит от Зигфрида из скандинавской мифологии. Тогда Нагаи был против появления Кодзи Кабуто, но один из продюсеров сказал, что они беспокоятся о зрительском рейтинге в случае отсутствия персонажа. Проблема заключалась в том, что если бы Кодзи управлял Мазингером Зет, он бы затмил Дюка Флида и Грендайзера. Поэтому его оставили без робота. 
После 1975 года были сняты полноценные фильмы о Грендайзере: «Грендайзер против Великого Мазингера», «Грендайзер. Битва на закате», «Грендайзер, Робот Гетта и Великий Мазингер против великого морского монстра». В 2021 году Toei анонсировала выпуск UFO Robo Grendizer vs. Great Mazinger и Grendizer — Getter Robo G — Great Mazinger Kessen! Daikaijuu в 4К.
В России аниме транслировалось в 1990-х годах по телеканалу «2x2». Во Франции показывалось под названием Goldorak (продюсер Жак Канестри объединил «Голдфингер» и Мэдрейка). Daft Punk называли это одним из любимых сериалов детства. Го Нагаи на выставке Japan Expo 2019 в Париже сказал, что большую известность его работа получила именно там, а не в Японии. «Очевидно, как гласит известная пословица, „Кому много дано, с того много и спросится“. Я хотел показать, что если эта сила используется неправильно, она может привести к разрушению мира». В Доме культуры Японии в Париже открылась выставка Goldorak XperienZ 1975—2021 Retrospective и состоялась ретро-вечеринка в Гран-Рекс. К 45-летию вышел комикс Goldorak Ксавье Дорисона и Дени Байрама, действие происходит примерно через 15 лет после завершения основного сюжета: Дюк Флид улетел, Грендайзер больше не защищает Землю, а империя Вега возродилась и снова нападает, угрожая уничтожить миллионы людей. 
Французские Blu-ray появились в 2015 году. В Италии диски Goldrake изданы компанией Yamato Video в 2018—2019 годах. С 2000 года работает сайт итальянской энциклопедии о роботе. 
«Грендайзер» в 1980-х годах также был одним из самых популярных аниме-сериалов в арабском мире. В 2009 году Го Нагаи получил запрос от министерства иностранных дел Японии посетить Ближний Восток, чтобы провести лекцию и автограф-сессию «Грендайзера». Автор никогда не был там, но согласился, по прибытии в Иорданию его в аэропорту встретил сын премьер-министра. Мероприятия проводились также в Египте (Каир), Кувейте и Объединённых Арабских Эмиратах (Дубай), создателя охватил энтузиазм, посетителей было много, и они не помещались в зал. Согласно опросу 2019 года, «Грендайзер» занял второе место в числе любимых аниме у арабских фанатов после Captain Tsubasa. В 2022 году саудовская компания Manga Productions объявила о соглашении с японской Dynamic Planning по лицензированию всех прав на «Грендайзер» на Ближнем Востоке. 21 ноября 2022 года в Эр-Рияде на территории Boulevard World была открыта 33,7-метровая статуя робота.
В 2019 году Го Нагаи сказал, что у него есть желание выпустить современный фильм о Грендайзере. Он говорил об этом с аниме-студиями, но производство не осуществилось, так как не было уверенности, сколько потребуется времени и сотрудников. За 46 лет сериал стал культовым, неся две основные идеи — кодекс чести главного героя и защиту экологии Земли. В гендерном аспекте «Грендайзер» предлагал зрителям пройти курс мужской подготовки с мощным оружием, бицепсами, гоночными автомобилями, роботами и лошадьми. В то же время Дюк Флид потерял родителей, а его планета была разрушена, но судьба распорядилась так, что он должен спасти человечество.
Грендайзер неоднократно появлялся в известной серии Super Robot Wars и один раз в игре Mazinger Z.
В 2021 году французский издатель Microids объявил о договорённости с Dynamic Planning, по которой начнётся разработка игры UFO Robot Grendizer в жанре экшен для Windows и консолей. CEO Стефан Лонгард сказал, что хочет сделать так, чтобы это понравилось старым поклонникам и приложить все усилия в верности оригиналу. Го Нагаи ответил, что с новыми технологиями будет прекрасная возможность насладиться приключениями Дайсукэ и Грендайзера — его мечта сбывается. За создание отвечает французская компания Endroad, участвуют творческий руководитель Лоран Клюзель и дизайнер Филипп Дессоли, работавший в Ocean Software. Композитором является Марцин Пшибылович. Выход UFO Robot Grendizer: The Feast of the Wolves состоялся 14 ноября 2023 года. По стилю игра больше похожа на Transformers: Devastation, чем на выпуски Super Robot. Оценки критиков оказались средними.
В 2022 году Го Нагаи в качестве продюсера представил новую работу Project G по Грендайзеру, где участвовали лучшие сотрудники. Также в рамках подготовки идеи поклонников были собраны в Disc Beast Contest. Аниме-сериал Grendizer U был анонсирован на 2024 год, производством занималась студия Gaina, режиссёром являлся Мицуо Фукуда, сценаристом — Итиро Окоути, дизайнером персонажей — Ёсиюки Садамото, композитором — Кохэй Танака. Начальную песню «Critical Hit» исполнила группа GLAY, а завершающую «Protect You» — Band-Maid. Проект осуществлялся при поддержке Manga Productions. Премьера состоялась 5 июля 2024 года на японском канале TV Tokyo и в Саудовской Аравии. Forbes назвал трансляцию первой серии уверенным стартом суперробота, несмотря на современную анимацию и отличие от оригинала 1970-х годов. Исключение составляют ключевые моменты: место действия (уже были аниме, происходящие на Ближнем Востоке, например, Mobile Suit Gundam 00), Кодзи Кабуто пилотирует Mazinger Z вместо летающей тарелки.
Сюжет Grendizer U придумал режиссёр Фукуда, поклонник аниме-версии Toei, он заполнил пробелы Го Нагаи. Фукуду впечатлила драма сериала 1970-х годов, как «Ромео и Джульетта», однако у Toei сюжет развивался трагически, персонажи умирали один за другим. Режиссёр решил, что этого следует избегать, поскольку подобные произведения не подходят нынешнему трудному времени (2020-м годам), когда в различных частях мира происходят бедствия и войны. Отсюда стремление показать надежду на завтра, солидарность и сотрудничество: «Сколько бы раз мы ни падали, давайте встанем все вместе!». Го Нагаи согласился с таким посылом. Были внесены изменения: появились не только Кодзи Кабуто (к нему в прошлой экранизации, по словам Фукуды, относились довольно легкомысленно), управляющий Мазингером Зет, но и Саяка Юми. С дизайнером Садамото возникали разногласия по поводу восприятия сериала и велись споры, режиссёр спрашивал и молодых сотрудников, которые ранее не видели «Грендайзер».
В 2025 году Toei выпускает все 74 серии «Грендайзера» на 10 Blu-ray в двух томах, формат — 4:3, звук — LPCM моно. В ограниченное издание входят раскадровки 25 и 49 серий, футляр с иллюстрацией Кадзухиро Оти и бонус-диск с двумя короткометражными фильмами.